# Materiale poroso
Un materiale poroso, o mezzo poroso, è un materiale che ha pori, regolari o irregolari, all'interno della sua struttura.
I materiali a struttura non regolare sono per esempio la silice o il carbone attivo, mentre i materiali a struttura regolare si dividono ulteriormente in due categorie rispetto alle dimensioni dei pori:
- microporosi con pori dalle dimensioni dai 5 ai 15 ångström Å (m-10),
- mesoporosi con pori dalle dimensioni dai 15 ai 200 ångström Å (m-10).

Sono sistemi altamente dispersi che hanno aree superficiali tra i 10 e i 500 m2g−1. 
Questi materiali possono essere sia naturali come le zeoliti, che artificiali come le MCM, le SAPO o le AlPO.
La dinamica di un fluido all'interno di un mezzo poroso viene descritta per mezzo della legge di Darcy.